# Sweet About Me
"Sweet About Me" é o single de estreia da cantora australiana Gabriella Cilmi. A canção foi escrita e produzida por Xenomania e faz parte do álbum de estreia de Gabriella, Lessons to Be Learned (2008). Ela é usada nos comerciais das marcas Sure e Dove Bodywash na Europa e no comercial do Rexona Roll On no Brasil. A canção aparece na trilha sonora internacional da novela brasileira A Favorita e na trilha da novela portuguesa Feitiço de Amor.

## Clipe
O clipe do single, é dirigido por Mike Baldwin, descrevendo Gabriella tocando com sua banda num depósito, e fazendo armadilhas e dando nós em homens.

## Performance nas paradas
No dia 14 de abril, a canção conquistou o primeiro lugar na parada oficial australiana ARIA e ganhou o certificado de platina, pelas 70.000 vendas. Conseguiu o primeiro lugar novamente em 19 de maio, onde permaneceu por 4 semanas, enquanto seu álbum de estreia alcançou o segundo lugar nas paradas. Isso fez ela, a artista mais jovem australiana que conseguiu chegar no topo das paradas, tirando o lugar do vencedor do Australian Idol Casey Donovan por apenas 19 dias. Em 27 de outubro de 2008, "Sweet About Me" reentrou na parada australiana na décima sétima colocação. O single tornou-se recentemente, o terceiro single mais vendido de 2008 na Austrália.
Em 9 de março de 2008, "Sweet About Me" estreou na parada do Reino Unido UK Singles Chart na 68ª posição e sua melhor colocação na parada foi a sexta posição na décima quinta semana na parada. Em 20 de julho, meses após o lançamento, a canção chegou à segunda posição na UK Airplay Chart. O single ficou 37 semanas consecutivas na parada britânica até o dia 23 de novembro, quando finalmente saiu. Gabriella cantou a música "Sweet About Me" no famoso show Top of the Pops, para uma edição exclusiva do Natal, o qual foi ao ar no dia de Natal de 2008, na BBC One. "Sweet About Me" tornou-se no Reino Unido, o 27º single mais vendido do ano de 2008.
O líder da banda Oasis, Liam Gallagher, recentemente disse que "Sweet About Me" foi sua música favorita de 2008.

## Faixas e formatos
Single no Reino Unido e na Austrália
1. "Sweet About Me"
2. "Echo Beach"
3. "This Game"

Relançamento no Reino Unido
1. "Sweet About Me"
2. "Sweet About Me" (Robbie Rivera Remix)

iTunes remix e EP ao vivo
1. "Sweet About Me" (Sunship Vocal Mix)
2. "Sweet About Me" (Matthew Herbert's Savoury Mix)
3. "Sweet About Me" (Ashley Beedle Vocal Mix)
4. "Sweet About Me" (Truth & Soul Mix)
5. "Sweet About Me" (Later with Jools Holland)

## Desempenho
| Paradas (2008)                         | Melhor posição |
| -------------------------------------- | -------------- |
| Alemanha German Singles Chart          | 2              |
| Austrália ARIA Singles Chart           | 1              |
| Áustria Ö3 Austria Top 40              | 2              |
| Bélgica Ultratop 50 Singles (Flanders) | 3              |
| Bélgica Ultratop 40 Singles (Wallonia) | 3              |
| Eslováquia Slovak IFPI Airplay Chart   | 21             |
| União Europeia Hot 100 Singles         | 2              |
| Finlândia Finnish Singles Chart        | 20             |
| França SNEP Singles Chart              | 9              |
| Grécia Greek Singles Chart             | 7              |
| Hungria Mahasz Airplay Chart           | 3              |

| Parada (2008)                     | Melhor posição |
| --------------------------------- | -------------- |
| Irlanda Irish Singles Chart       | 16             |
| Itália FIMI Singles Chart         | 4              |
| Nova Zelândia RIANZ Singles Chart | 6              |
| Noruega Norwegian Singles Chart   | 1              |
| Países Baixos Dutch Top 40        | 2              |
| Portugal Portuguese Singles Chart | 4              |
| Reino Unido UK Singles Chart      | 6              |
| Chéquia IFPI Airplay Chart        | 2              |
| Suécia Swedish Singles Chart      | 25             |
| Suíça Swiss Singles Chart         | 2              |
| Turquia Turkey Top 20 Chart       | 9              |